# 葫芦目
葫芦目（學名：Cucurbitales）又名瓜目，是一类有花植物，属于真双子叶植物，本目植物一般生长在热带、亚热带的暖温带地区，大部分是藤本和草本植物，也有部分灌木和小乔木。本目植物的花为单性，花瓣为5，大部分为虫媒花，有少数为风媒花。
根據APG II 分类法本目植物包括7个科，大约2300种，最大的科是秋海棠科，有1400多种，此外就是葫芦科，有825种。
葫芦目的植物有许多种是重要的经济作物，例如南瓜、西瓜等瓜类（葫芦科），秋海棠科大约有130中是培植的花卉。
根据以前的克朗奎斯特分类法，前四科是被分到堇菜目，其他各科分别属于其他的目。随后的基因分子学研究表明，寄生植物离花科也属于本目。